# Aimar Oroz
Aimar Oroz Huarte (* 27. November 2001 in Pamplona) ist ein spanischer Fußballspieler.

## Karriere

### Verein
Nachdem er in der Jugend bei AD San Juan und Ikastola Sanduzelai gespielt hatte, kam er bei CA Osasuna unter und schaffte nach der U19 zur Saison 2019/20 den Sprung in die B-Mannschaft. Dort erhielt er in der dritten Liga einige Einsätze. Erstmals zu einem Einsatz für die erste Mannschaft kam er am 31. Mai 2019, als er bei einem 3:2-Sieg über den FC Córdoba am 41. Spieltag der Zweitligasaison 2018/29 in der 90. Minute für Rubén García eingewechselt wurde. Nach dem Aufstieg der Mannschaft kam er auch am letzten Spieltag der Saison 2019/20 noch einmal kurz zum Einsatz.
Zur Spielzeit 2022/23 wurde er ein fester Teil des Kaders und Stammspieler. Mit der Mannschaft erreichte er in der Saison 2023/24 die Teilnahme an der Supercopa.

### Nationalmannschaft
Seit November 2022 ist er für die spanische U21-Nationalmannschaft aktiv und nahm mit dieser an der Europameisterschaft 2023 teil, wo er zumeist als Einwechselspieler fungierte. Am Ende erreichte seine Mannschaft das Finale, in dem man England mit 0:1-unterlag. Mit der spanischen Olympiamannschaft gewann er 2024 die Goldmedaille.

## Titel
- Olympiasieger: 2024